# Manopla
Para el arma también conocida como manopla, véase Puño de acero.

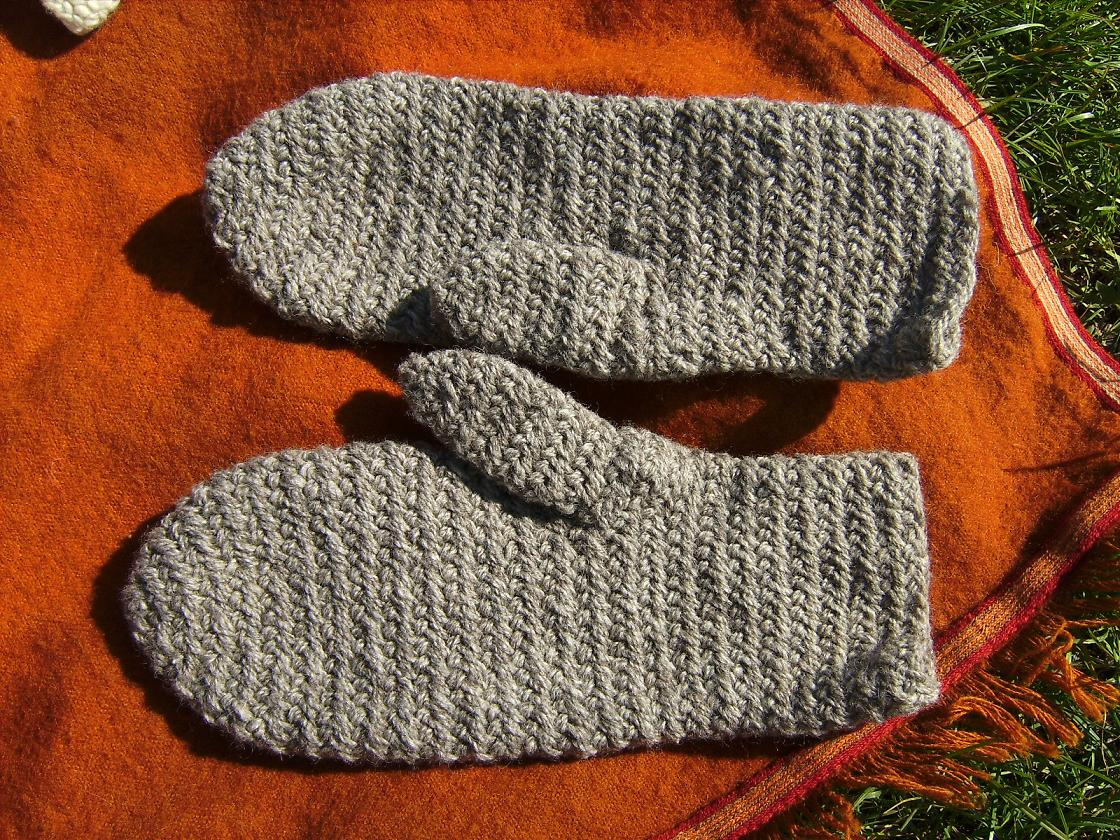
Manoplas

Una manopla o mitón es un guante que no tiene separaciones para los dedos excepto para el pulgar. Al igual que los guantes, se utiliza para proteger o cubrir las manos. También se usaba como parte de la armadura de placas para cubrir las muñecas y las manos, debajo del guantelete.
Las manoplas se utilizan en climas fríos como complemento a otras prendas de abrigo. Son populares como prenda de vestir infantil pero también son llevadas por los adultos. Se confeccionan en gran variedad de materiales como lana, algodón, cuero, etc. 
Como guante sin separaciones para los dedos, existen también manoplas con otras utilidades: 
- Manopla de cocina. Se utilizan para proteger las manos de quemaduras que pueda producir el contacto con los utensilios de cocina. Se usan para sacar las fuentes del horno o para retirar las ollas y sartenes del fuego. Suelen ir acolchadas y utilizar materiales ignífugos.[4]
- Manoplas para el baño. Son manoplas utilizadas para extender el jabón y masajearse el cuerpo durante el baño. Las que se usan para mover el jabón por la piel están fabricadas de materiales suaves como algodón. En caso de que se quieran usar para exfoliar la piel, deben utilizarse las elaboradas en sisal u otro material áspero. También existen manoplas de doble función hechas de dos materiales, uno por cada lado. Para fomentar el gusto por el baño, existen manoplas para niños que representan animales u otros motivos infantiles y están decoradas en alegres colores.[5]
- Manoplas de limpieza. Se utilizan como un trapo introduciendo la mano en su interior y pasándola por las superficies cubiertas de polvo.
- Manoplas para animales. Se usan para cepillar el pelo de perros, gatos u otras mascotas. Llevan cerdas o una rasqueta en la palma que actúa de peine al pasarla por el pelo del animal.
- Manopla de gas. Se utilizan en laboratorios para evitar el filtro de gases en los trajes de seguridad.

## Galería

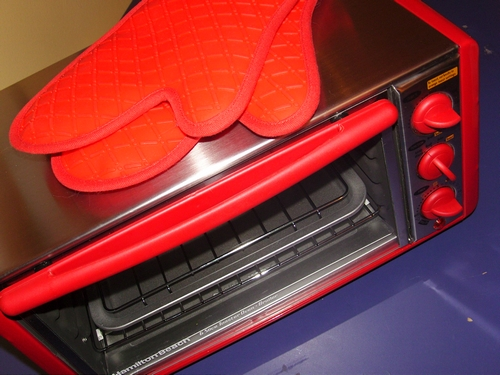
Manoplas de horno
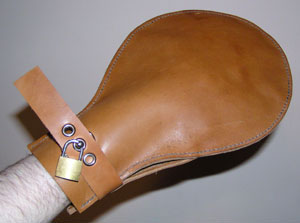
Manopla bondage
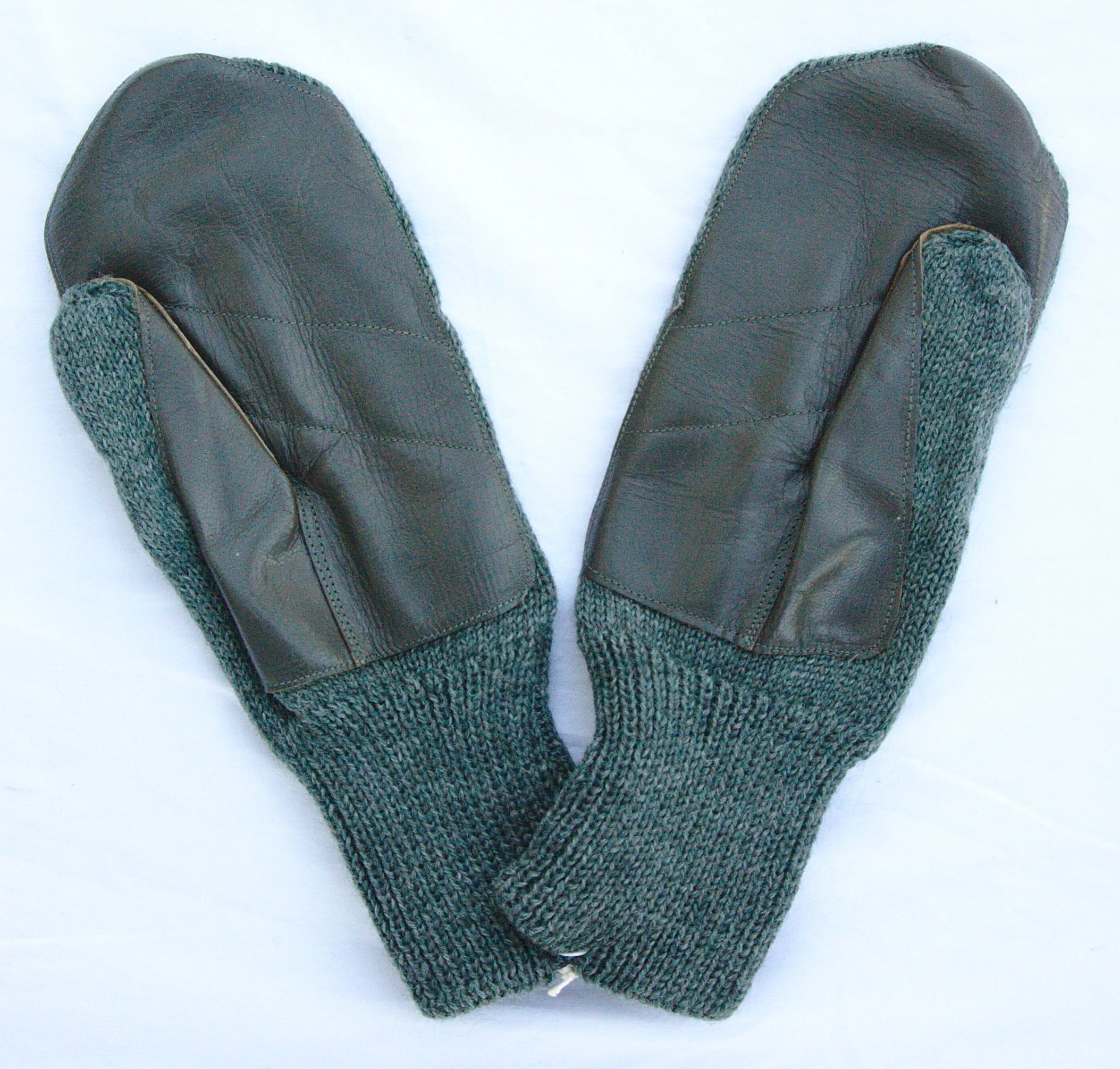
Manoplas militares suizas de lana
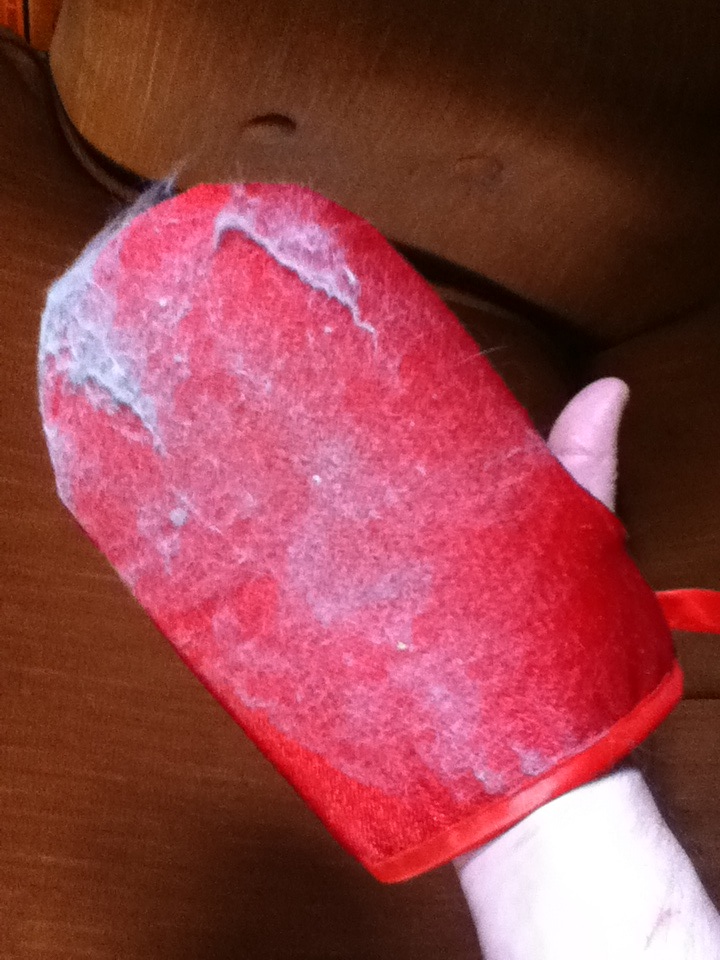
Manoplas para retirar pelos de gato
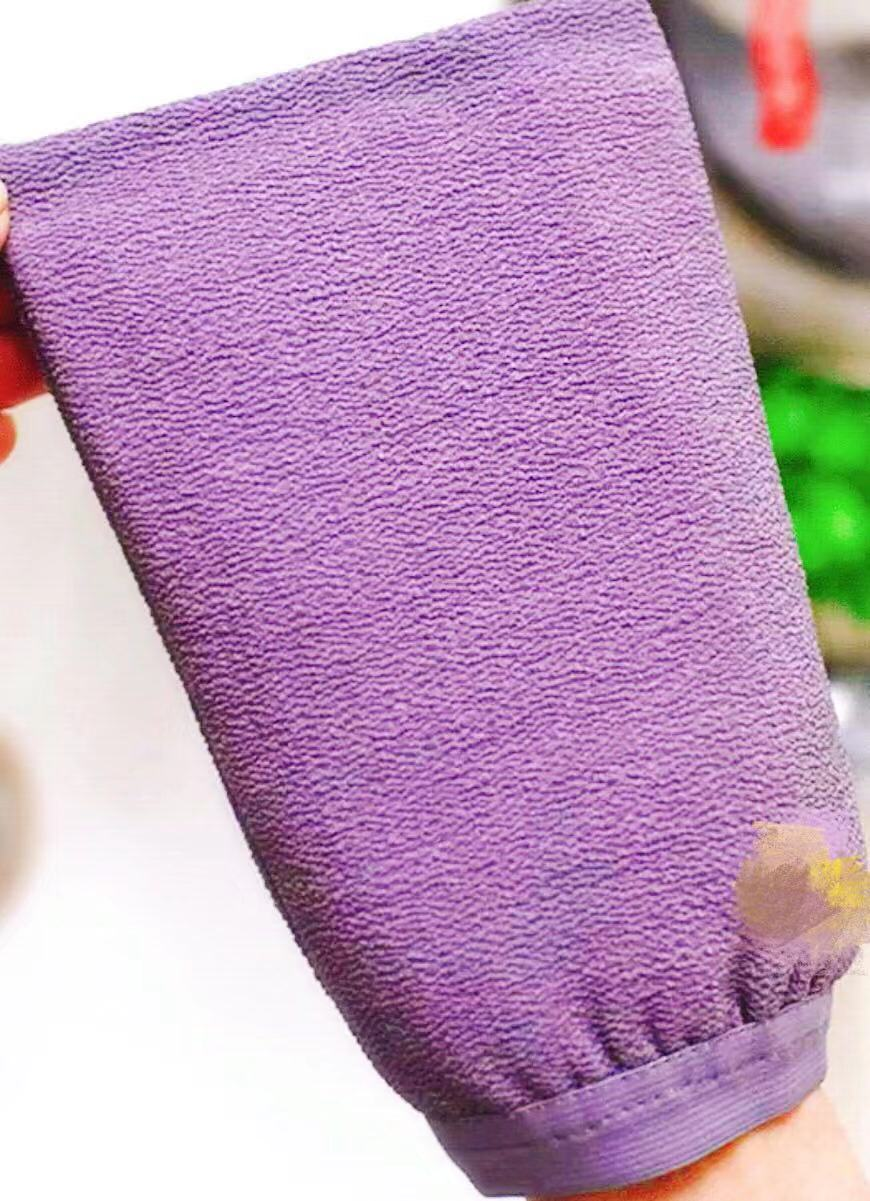
Manopla de exfoliación